# Тростянка (Красноярский район)
Тростянка — село в Красноярском районе Самарской области. Входит в состав сельского поселения Хилково. 

## География
Находится на расстоянии примерно 25 километров по прямой на восток от районного центра села Красный Яр.

## История
Известно с  XIX века. Троицкая церковь построена в 1861 году. В этой церкви венчалась сестра Ленина Анна Ульянова. В советское время работал колхоз им. 9 января.

## Население
Постоянное население составляло 299 человек (русские 64%, казахи 30%) в 2002 году, 287 в 2010 году.